# دوریس تسائو
دوریس یانگ تسائو (انگلیسی: Doris Tsao؛ زادهٔ ۱ ژانویهٔ ۱۹۷۵)، عصب‌شناس آمریکایی و استاد نوروبیولوژی و زیست‌شناسی سلولی مولکولی در دانشگاه کالیفرنیا، برکلی است. او قبلاً به مدت ۱۲ سال در هیئت علمی موسسه فناوری کالیفرنیا مشغول به کار بود. او برای استفاده از fMRI با ضبط‌های الکتروفیزیولوژیک تک واحدی و برای کشف سیستم پچ صورت ماکاک برای درک چهره شناخته شده است. او محقق موسسه پزشکی هاوارد هیوز و مدیر مرکز تی اند سی چن برای علوم اعصاب سیستمی است. او در سال ۲۰۱۸ برنده بورسیه مک آرتور شد. تسائو در سال ۲۰۲۰ به عضویت آکادمی ملی علوم انتخاب شد. در سال ۲۰۲۴ به همراه نانسی کانویشر و وینریچ فریوالد برای کشف و مطالعه نواحی خاصی در مغز که تشخیص چهره را انجام می‌دهند ، جایزه کاولی در علوم اعصاب و در سال ۲۰۲۴، تسائو جایزه روزنستیل را دریافت کرد. پس از پیوستن به دانشگاه کالیفرنیا برکلی در سال ۲۰۲۱، تحقیقات فعلی او ادراک بصری را در نخستی‌ها بررسی می‌کند تا بفهمد مغز چگونه حس واقعیت را ایجاد می‌کند.

## اوایل زندگی و تحصیل
تسائو قبل از اینکه خانواده اش در چهار سالگی به ایالات متحده مهاجرت کنند در چانگژو چین به دنیا آمد. او در کالج پارک مریلند بزرگ شد و در دبیرستان اسپرینگبروک تحصیل کرد. علاقه او به علم و به ویژه در علوم اعصاب بصری از سخنرانی‌های فاینمن و نقد عقل محض کانت الهام گرفته شده است. او مدرک کارشناسی خود را در زیست‌شناسی و ریاضیات تنها در سه سال در کال‌تک در سال ۱۹۹۶ به پایان رساند. او سپس با مارگارت لیوینگستون در دانشکده پزشکی هاروارد کار کرد، جایی که دکترای خود را در علوم اعصاب در سال ۲۰۰۲ دریافت کرد و به عنوان یک دانشجوی فوق دکترا به کار ادامه داد. در سال ۲۰۰۴ او جایزه سوفیا کووالفسکایا را از بنیاد هومبولت دریافت کرد که به او اجازه داد تا گروه تحقیقاتی مستقل خود را در دانشگاه برمن آلمان از سال ۲۰۰۴ تا ۲۰۰۸ راه اندازی کند. در سال ۲۰۰۹ او برای تدریس زیست‌شناسی به دانشکده کلتک پیوست، جایی که او همچنین رئیس مرکز تیانچیائو و کریسی چن برای علوم اعصاب سیستم شد. او در سال ۲۰۱۰ به مؤسسه آلن برای علوم مغز پیوست.

## حرفه و تحقیق
به عنوان یک دانشجوی دکترا و زیر نظر استاد خود مارگارت لیوینگستون به مطالعه استریوپسیس در ماکاک‌ها با استفاده از ضبط‌های الکتروفیزیولوژیک تک واحدی پرداخت. سپس به استفاده از fMRI علاقه‌مند شد، تکنیکی که معمولاً برای تجسم فعالیت نواحی مغز در انسان، برای تصویربرداری از مناطق مغز در ماکاک‌ها استفاده می‌شود. او با راجر توتل برای استفاده از fMRI برای تصویربرداری از نواحی مغز درگیر در ادراک عمق همکاری و سپس با وینریچ فریوالد، یکی از همکاران فوق دکتری خود، نانسی کانویشر در MIT برای ترکیب الکتروفیزیولوژی تک واحدی با fMRI برای مطالعه ادراک صورت در ماکاک‌ها کار کرد. مشابه ناحیه صورت دوکی شکل که در انسان شناسایی شد، آنها یک سری نواحی کوچک مغز را کشف کردند که به آن سیستم تکه‌ای صورت ماکاک گفته می‌شود، که حاوی نورون‌هایی است که به‌طور انتخابی توسط چهره‌ها فعال می‌شوند. تسائو و آزمایشگاه او به پیشرفت‌های قابل توجهی در درک ویژگی‌های خاص صورت که باعث فعال شدن نورون‌های این تکه‌های صورت می‌شود، ادامه داده‌اند. در سال ۲۰۱۷، آزمایشگاه او، «کد»، نحوه تشخیص چهره‌ها را توسط مغز ما آشکار و ابعاد ویژگی‌هایی را شناسایی کرد که باعث می‌شوند نورون‌های انتخابی چهره در تکه‌های صورت مختلف قشر فناوری اطلاعات به چهره‌ها پاسخ دهند؛ بنابراین، تصاویر چهره‌های ارائه شده به میمون‌ها را می‌توان دقیقاً از فعالیت نورون‌های انتخابی چهره بازسازی کرد.
تسائو در سال ۲۰۰۷ در لیست TR35 موسسه ام‌آی‌تی تکنالجی ریویو قرار گرفت. او در کمیته مشاوره مدیر NIH (گروه کاری ابتکار مغز ۲٫۰) که در سال ۲۰۱۸ تأسیس شد، خدمت می‌کند، گروهی که در مورد تخصیص ۱٫۵۱۱ میلیارد دلار به تحقیقات علوم اعصاب مشاوره می‌دهد.